# 夏明翰故居
夏明翰故居位于衡阳县洪市镇礼梓村，始建于清乾隆年间，2005年修葺后正式对外开放。夏明翰故居是首批衡阳市爱国主义教育示范基地、衡阳市党员教育基地、全国爱国主义教育示范基地，衡阳市首个党性教育基地。

## 建筑
夏明翰故居为典型的清代湘南民居建筑，始建于清乾隆年间（约1745年前后），夏家大院二进六厢，坐北朝南，土砖木结构，共有房屋45间，面积2316平方米。

## 陈列馆
维修后的夏明翰故居分为四个部分：故居管理所，夏明翰生平事迹陈列展览部分，明翰精神书法陈列展览部分，夏明翰旧居复原陈列展览部分。

## 馆藏
陈列馆共收集了近400件文物，郭沫若、何叔衡等知名人士为夏明翰题写的挽联和诗词。

## 交通
衡阳市城区和衡阳县西渡镇均有班车到达，S2120线洪市镇礼梓村下车即到。